# Bernardo Oddo
Bernardo Oddo (Caltavuturo, 22 gennaio 1882 – Milano, 19 maggio 1941) è stato un chimico italiano.
Fratello di Giuseppe Oddo, insegnò nell'università di Pavia, conducendo vari studi sui composti eterociclici.
Scoprì due reattivi di Grignard: il magnesilpirrolo (nel 1909) e il c-magnesilindolo (nel 1911).
Si dedicò inoltre alla preparazione di farmaci, tra cui: Alfa Bertelli, Emopirrolo e Auritiolo.

## Opere
- Il magnesilpirrolo ed il suo impiego per la sintesi di composti pirrolici, Tipografia della Reale Accademia Nazionale dei Lincei, 1924.
- Trattato di chimica farmaceutica e tossicologia, F. Vallardi, 1930.
- Synthesis of Schiff bases from anilines. Chemical Abstract, 1924, 17ª ed., pp. 1631-1634.